# Misto quente
Il misto quente è un panino farcito con formaggio e prosciutto tipico del Brasile.